# جووانی رآله
جووانی رِآله (به ایتالیایی: Giovanni Reale) (زادهٔ ۱۵ آوریل ۱۹۳۱) از فیلسوفان معاصر ایتالیا است. او در کاندیا لوملینا، پاویا بدنیا آمد.

## آثار
- تفسیر تازهٔ نوشته‌های افلاطون